# أزوسينا أربيليتش
أزوسينا ماريا أربيليش بيردومو (بالإسبانيَّة:Azucena María Arbeleche Perdomo) (من مواليد 29 سبتمبر 1970) أستاذة واقتصادية وموظفة مدنية من الأوروغواي، تعمل حاليًا كوزيرة للاقتصاد والمالية في أوروغواي منذ 1 مارس 2020 في عهد الرئيس لويس لاكال بو، وهي أول امرأة تتولى هذا المنصب.

## الحياة الشخصية
تزوجت أربيليتش من خوان ألزوغاراي، ولديهما ولدان ولدا في تشيلي وابنة ولدت في بوسطن. هي من الروم الكاثوليك وقد قامت بعمل اجتماعي كمعلمة للتعليم المسيحي ومعلمة في الأحياء الفقيرة.